# Kuznieczicha (rejon charowski)
Kuznieczicha (ros. Кузнечиха) – wieś w Rosji, w rejonie charowskim obwodu wołogodzkiego. W 2002 r. liczyła 2 mieszkańców, a w 2010 r. była niezamieszkana.